# Ebinania costaecanariae
Ebinania costaecanariae är en fiskart som först beskrevs av Cervigón, 1961.  Ebinania costaecanariae ingår i släktet Ebinania och familjen paddulkar. Inga underarter finns listade i Catalogue of Life.